# Wilhelm Schubert
Wilhelm Karl Ferdinand Schubert (ur. 8 lutego 1917 w Magdeburgu, zm. 12 stycznia 2006) – zbrodniarz hitlerowski, SS-Oberscharführer, członek załogi obozu koncentracyjnego Sachsenhausen.
W latach 1938–1942 pełnił służbę w obozie w Sachsenhausen, gdzie był jednym z najbardziej okrutnych strażników SS. Schubert dopuścił się licznych zbrodni, biorąc udział zarówno w masowych (jak przykładowo eksterminacja ponad 10 tysięcy jeńców radzieckich), jak i indywidualnych mordach na więźniach. Oprócz tego torturował ich oraz nieustannie maltretował na inne sposoby. Po zakończeniu wojny schwytany został przez wojska brytyjskie i wydany władzom radzieckim celem osądzenia.
W procesie załogi Sachsenhausen przed radzieckim Trybunałem Wojskowym w Berlinie Schubert skazany został za swoje zbrodnie na karę dożywotniego pozbawienia wolności połączoną z ciężkimi robotami. Z więzienia sowieckiego zwolniono go już w 1956 na mocy amnestii będącej wynikiem umowy Chruszczowa z Adenauerem. Deportowano go do Westfalii, ale wkrótce aresztowały go władze zachodnioniemieckie. 13 października 1958 został postawiony przed sądem w Bonn za udział w morderstwach na terenie Sachsenhausen. Schubert został uznany za winnego 46 morderstw i innych zbrodni polegających na maltretowaniu więźniów. 6 lutego 1959 skazany został na dożywocie i dodatkowe 15 lat pozbawienia wolności. Z więzienia zwolniono go w 1987 za dobre sprawowanie.